# Torre PwC
La Torre PwC, antes llamada Torre Sacyr Vallehermoso, es el tercer rascacielos más alto de España, así como el sexto de la Unión Europea. Tiene una altura de 236 metros, 52 plantas; su construcción comenzó en 2004 y acabó el 12 de abril de 2008. El edificio está en el distrito madrileño de Fuencarral-El Pardo, en el complejo de rascacielos Cuatro Torres Business Area, siendo la tercera más alta por detrás de la Torre de Cristal con 249 metros y la Torre Cepsa de 248 metros. Es el único rascacielos de la CTBA realizado por arquitectos españoles.

## Detalles

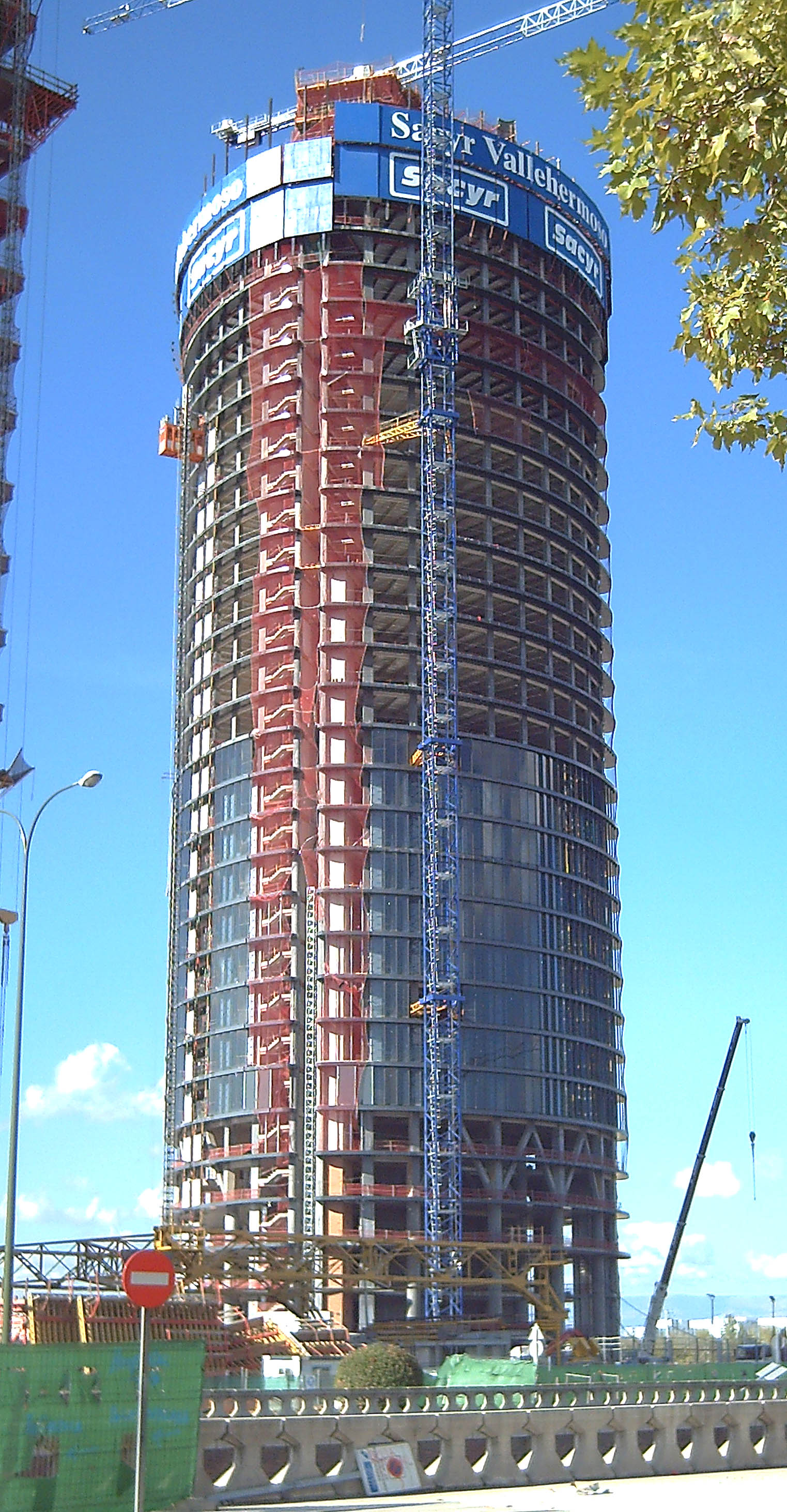
La torre durante su construcción, 9 de noviembre de 2006.

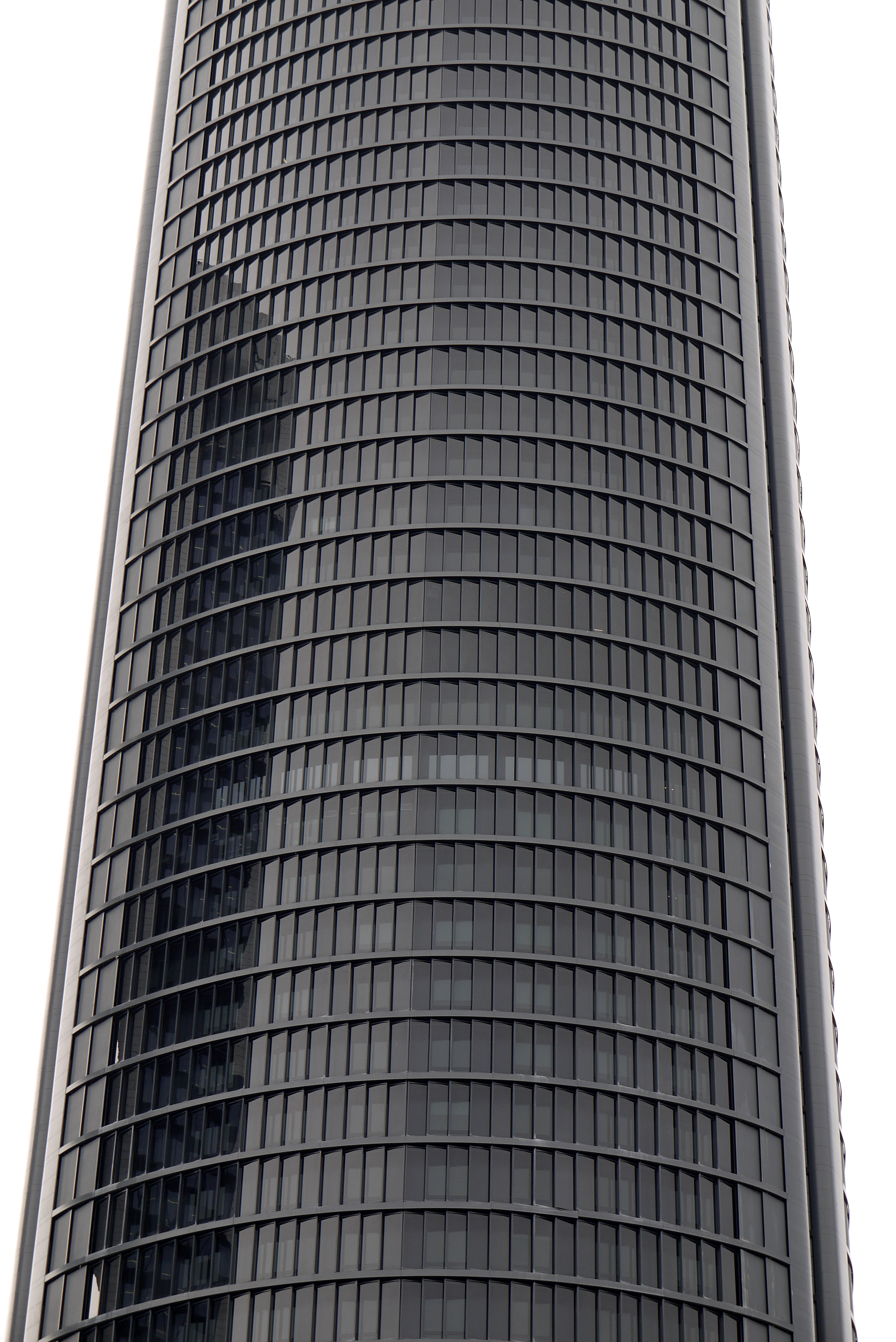
La torre está recubierta de una fachada de doble piel de color negro.

La corta tradición española de construcción de rascacielos unido a ubicarse en una zona más elevada de la ciudad crean un efecto sobre el panorama urbano o skyline de Madrid. La Torre destaca entre el resto de rascacielos de la CTBA por la claridad de su volumen. El edificio está fragmentado por fisuras en tres piezas, incrementando la sensación de verticalidad. Dichas fisuras ayudan al paso de la luz al interior creando la ilusión de ser una única pieza.
Los arquitectos del proyecto son los españoles Carlos Rubio Carvajal y Enrique Álvarez-Sala Walther. Su planta es aproximadamente la de un triángulo equilátero cuyos lados son curvos (aunque más bien se podría definir como tres arcos que envuelven a tres cilindros situados en triángulo) y las ventanas tienen una disposición especial que ofrece una resistencia mínima al viento. Todas las plantas de oficina tienen la misma superficie de 1.258,23 m² y se dividen en tres sectores o gajos. 
El inmueble tiene 50 plantas útiles, 52 a efectos de cómputo. Las plantas 51 a 54 están destinadas a instalaciones generales y equipos de la Torre PwC. Las plantas 55 a 58 están destinadas a las cubiertas del edificio y otras instalaciones generales y equipos de la Torre. Es la única torre con fachada de doble piel y está cubierta completamente de vidrio a modo de escamas. En la cubierta superior hay 3 aerogeneradores, de 2.5 kW cada uno, capaces de producir energía eólica para uso del edificio.

## Inquilinos

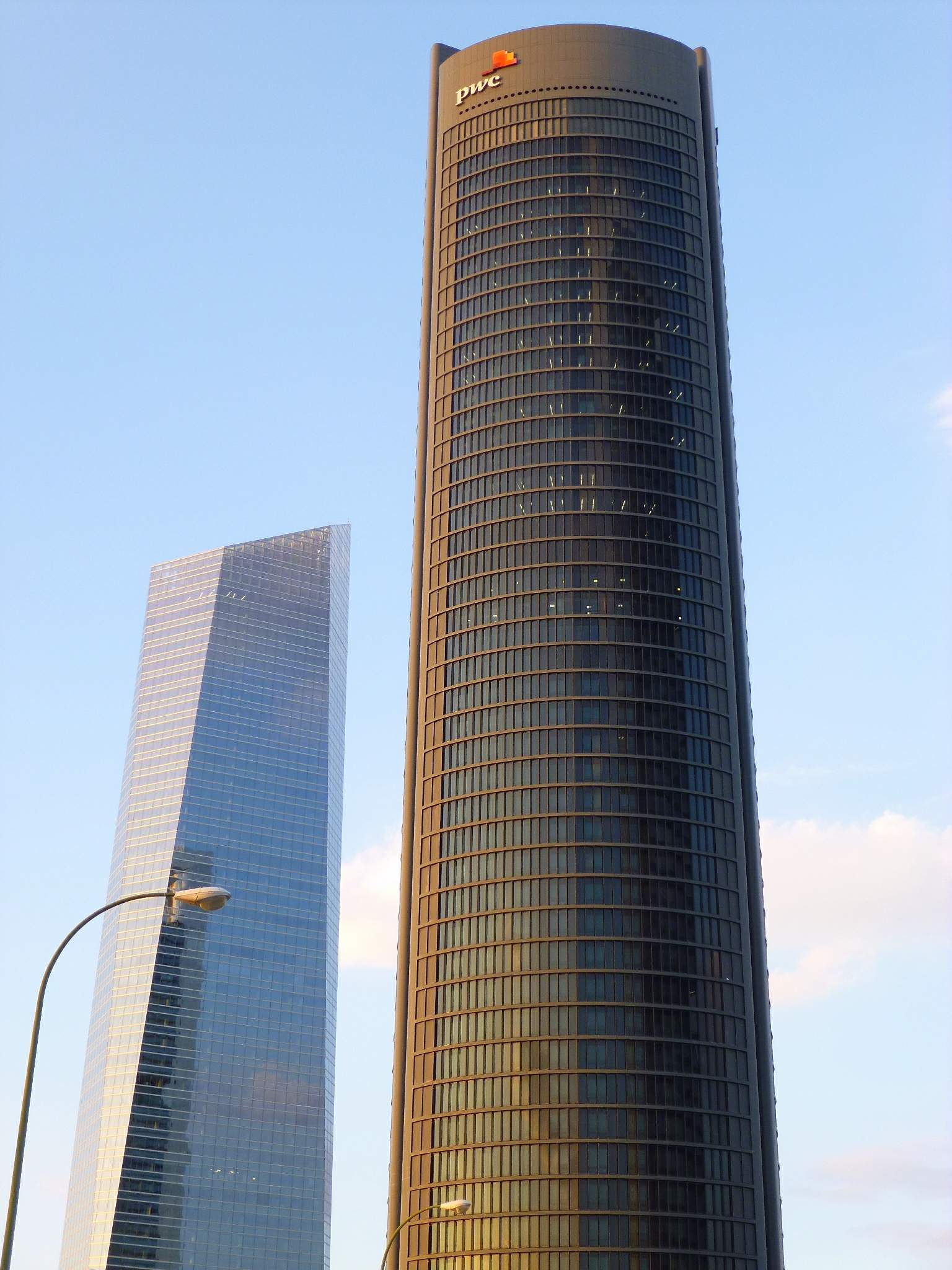
Torre PwC y Torre de Cristal, en el CTBA de Madrid

Alberga el hotel de cinco estrellas Eurostars Madrid Tower, que ocupa hasta la planta 31 (el 60% de la torre, con habitaciones entre las plantas 6 y 27) y dispone en su parte superior de un comedor de dos alturas que ofrece una vista panorámica de toda la ciudad. El hotel fue inaugurado el 30 de septiembre de 2008.
La empresa de servicios profesionales PwC (PricewaterhouseCoopers) trasladó en julio de 2011 todas sus oficinas de la capital (unos 2 300 profesionales) a este edificio, ocupando las últimas diecisiete plantas entre los pisos 34 y 50, que quedaban vacantes hasta ese momento en la torre. Como parte del acuerdo, tras el traslado, se renombró el edificio como Torre PwC en lugar de Torre Sacyr Vallehermoso.
El edificio fue construido por el grupo Sacyr, que lo controlaba a través de su inmobiliaria Testa. En 2015, Sacyr vendió su filial a la socimi Merlin Properties, convirtiéndose en nuevo propietario del edificio. Posteriormente, Merlin vendió Testa a Blackstone, pero la torre no se incluyó en la venta, quedándose integrada en la cartera de Merlin.